# Fernando de la Mora (Paraguay)
Pour les articles homonymes, voir Fernando de la Mora.
Fernando de la Mora est une ville du département Central au Paraguay, faisant partie de l'aire métropolitaine de la capitale Asuncion.
La population était de 162 652 habitants en 2008.

## Histoire
La ville a été fondée le 28 février 1939, son nom vient du politicien Fernando de la Mora (1773-1835).

## Jumelages
- Pittsburgh en Pennsylvanie
- Santa Maria au Brésil